# کوه بروکاروس
کوه بروکاروس (به لاتین: Brukkaros Mountain) یک کوه در نامیبیا است. کوه بروکاروس ۱٬۵۹۰ متر بالاتر از سطح دریا واقع شده‌است.